# Juquiá
Juquiá este un oraș în São Paulo (SP), Brazilia.